# Beaufortia szechuanensis
Beaufortia szechuanensis és una espècie de peix de la família dels balitòrids i de l'ordre dels cipriniformes que es troba al riu Iang-tse (Xina).